# Skye Blue
Skye Blue est le nom de scène d'un metteur en scène et actrice pornographique américaine née en 1961.

## Distinctions et reconnaissances
Récompenses
- 2008 AVN Hall of Fame
- 2007 Feminist Porn Award

Nominations
- 2013 XBIZ Award - 'Director of the Year - Feature Release' for Venus in Furs[1]

## Filmographie sélective
actrice
- 1992 : Hidden Obsessions
- 1993 : Backdoor Brides 4
- 1994 : Buttslammers 7
- 1995 : Kittens 6
- 1996 : Tit To Tit 6
- 1997 : Buttslammers 14
- 1998 : Girl's Affair 19
- 1999 : Lusty Busty Dolls 1
- 2000 : Overtime: Anal Antics
- 2001 : Lusty Busty Dolls 5
- 2002 : Malibu Canyon Nights
- 2003 : Fantastic Fetish
- 2004 : Big Busted Lesbians 3
- 2005 : Fetish World 6
- 2006 : Fetish World 7
- 2008 : Dildo Dolls
- 2009 : No Man's Land: Girls in Love 3
- 2010 : Drenched in Love
- 2012 : Venus In Furs
- 2013 : House Party
- 2014 : Mother Lovers Society 11

directrice
scénariste